# Tsuda Takashi
Tsuda Takashi (jap. 津田 孝, eigentlich: 津田 孝獅; * 1930) ist ein japanischer Literaturkritiker.

## Leben
Er wuchs in Ōsaka auf und studierte chinesische Literatur an der Universität Tokio. Danach heiratete er die zweite Tochter Tokunaga Sunaos. Gegen Ende der Fünfzigerjahre begann er, Kritiken zu schreiben. Seine erste Arbeit war das Verfassen eines Kommentars und einer Chronik in Tokunagas posthum veröffentlichten Hitotsu no Rekishi (一つの歴史, dt. „Ein Stück Geschichte“). Er gehörte zur Forschungsgruppe für Realismus und befasste sich mit proletarischer Literatur und Kommentaren zu zeitgenössischen Werken. Weil er hauptsächlich in der von der Kommunistischen Partei publizierten Zeitschrift Bunka Hyōron (dt. „Kulturkritik“) aktiv war, gab es in den Sechzigerjahren, nachdem er der Literaturgesellschaft Neues Japan beigetreten war, Verwunderung, warum ihm der Eintritt erlaubt wurde, da KP und Literaturgesellschaft gegensätzliche Standpunkte einnahmen. Daher setzte er auch nach Beitritt seine Einwände gegen das Programm der Literaturgesellschaft fort und wurde 1964 nach der 11. Generalversammlung ausgeschlossen mit der Begründung, er habe in der Zeitschrift Bunka Hyōron das kommende Programm kritisiert.
Gemeinsam mit den ebenfalls aus der Literaturgesellschaft ausgeschlossenen Eguchi Kan und Shimota Seiji beteiligte er sich 1965 an der Gründung des Bündnisses für japanische demokratische Literatur und wirkte lange als Kommentator demokratischer Literatur. Weil er auch Mitglied des Zentralkomitees der KP war, wurde er mit ihr identifiziert und vielfach kritisiert. 1976 erhielt er mit Gendai no Seiji to Sakka-tachi (現代の政治と作家たち, dt. „Schriftsteller und die heutige Politik“) den Takiji-Yuriko-Preis. Weiterhin beteiligte er sich auch an der Herausgabe der gesammelten Werke von Kobayashi Takiji und Miyamoto Yuriko (herausgegeben vom Verlag Shin Nihon Shuppansha) und verfasste Kommentare in den Monatsberichten zu den Takiji-Werken, die er auch als Kobayashi Takiji no Sekai (小林多喜二の世界, dt. „Kobayashi Takijis Welt“) veröffentlichte.
Aus gesundheitlichen Gründen stellte er 2001 seine Schreibtätigkeit ein.
| Personendaten    | Personendaten                                               |
| ---------------- | ----------------------------------------------------------- |
| NAME             | Tsuda, Takashi                                              |
| ALTERNATIVNAMEN  | 津田 孝 (japanisch); 津田 孝獅 (japanisch, wirklicher Name) |
| KURZBESCHREIBUNG | japanischer Literaturkritiker                               |
| GEBURTSDATUM     | 1930                                                        |